# Annika Sjölund
Annika Sjölund, född 17 juli 1965 i Kumlinge, är en åländsk operasångerska (sopran).
Sjölund är utbildad vid Sibelius-Akademin i Helsingfors och Kungliga Musikhögskolan i Stockholm. 
Hon har anlitats som konsert-, oratorie- och operasångerska i produktioner med bland andra Finlands Nationalopera, Finlands Kammaropera, Svenska Teatern i Helsingfors, Ystads Teater och orkestrarna Kungliga Hovkapellet i Stockholm, Gävle Symfoniorkester, Finlands Radios Symfoniorkester RSO, Finlands Radios Kammarkör och Mats Nilssons Vokalensemble i Sverige.
Sjölund finns på CD i en inspelning av den moderna operan Katrina med Finlands Radios Symfoniorkester och i Lars Karlssons sakrala verk (Naxos). Hon har även varit solist i J. S. Bachs passionsoratorium inspelad av Finlands Rundradio YLE samt i Lars Karlssons oratorium Ludus Latrunculorum i Finlands Television YLE.

### Uppslagsverk
- Sjölund, Annika i Uppslagsverket Finland (webbupplaga, 2012). CC-BY-SA 4.0